# Государственный аграрный университет Молдовы
Государственный аграрный университет Молдовы (ГАУМ) (рум. Universitatea Agrară de Stat din Moldova) — бывший государственный университет в Кишинёве, основанный в 1933 году. С 1 января 2023 года юридически вошёл в состав Технического университета Молдовы.
Здесь преподают 1 академик и 4 члена-корреспондента АН Молдовы и 15 академиков других зарубежных академий, 30 профессоров, докторов хабилитат и более 160 доцентов, докторов наук; а учится здесь свыше 6 тысяч студентов.

## История
Свою историю университет отсчитывает с 1933 года, когда в Кишинёве на базе Ясского университета был образован Факультет сельскохозяйственных наук, с 1938 года — Агрономический факультет. После присоединения Бессарабии к СССР на базе факультета был организован Кишинёвский сельскохозяйственный институт. В 1941 институту было присвоено имя Михаила Фрунзе. В 1944 году институт возобновил свою работу на базе Сорокского сельскохозяйственного техникума и в том же году переведен в Кишинёв. В 1991 году институт преобразован в Государственный аграрный университет Молдовы. В 1995 году он первым среди молдавских вузов стал членом Ассоциации европейских университетов.
Научная библиотека ГАУМ имеет фонд свыше 750 тысяч книг.
Среди известных выпускников университета — современный израильский политик Авигдор Либерман и президент Республики Молдова с 2016 по 2020 год Игорь Додон.

## Награды
В 1982 году институт был награждён орденом Трудового Красного Знамени.
В 2013 году университет награждён Орденом Республики.